# Cabaços (Ponte de Lima)
Cabaços é uma povoação portuguesa do Município de Ponte de Lima que foi sede da extinta Freguesia de Cabaços, freguesia que tinha 5,95 km² de área e 671 habitantes (2011). A sua densidade populacional era 112,8 hab/km².
A Freguesia de Cabaços foi extinta (agregada) pela última Reorganização administrativa do território das freguesias, de acordo com a Lei nº 11-A/2013 de 28 de Janeiro, tendo o seu território sido agregado ao da Freguesia de Fojo Lobal para constituir a Freguesia de Cabaços e Fojo Lobal com sede em Cabaços.
Constituiu, até ao início do século XIX, o couto de Cabaços. Tinha, em 1801, 616 habitantes.

## População
| População da Freguesia de Cabaços | População da Freguesia de Cabaços | População da Freguesia de Cabaços | População da Freguesia de Cabaços | População da Freguesia de Cabaços | População da Freguesia de Cabaços | População da Freguesia de Cabaços | População da Freguesia de Cabaços | População da Freguesia de Cabaços | População da Freguesia de Cabaços | População da Freguesia de Cabaços | População da Freguesia de Cabaços | População da Freguesia de Cabaços | População da Freguesia de Cabaços | População da Freguesia de Cabaços |
| --------------------------------- | --------------------------------- | --------------------------------- | --------------------------------- | --------------------------------- | --------------------------------- | --------------------------------- | --------------------------------- | --------------------------------- | --------------------------------- | --------------------------------- | --------------------------------- | --------------------------------- | --------------------------------- | --------------------------------- |
| 1864                              | 1878                              | 1890                              | 1900                              | 1911                              | 1920                              | 1930                              | 1940                              | 1950                              | 1960                              | 1970                              | 1981                              | 1991                              | 2001                              | 2011                              |
| 651                               | 668                               | 642                               | 670                               | 732                               | 740                               | 718                               | 836                               | 965                               | 890                               | 834                               | 868                               | 800                               | 703                               | 671                               |

| Distribuição da População por Grupos Etários | Distribuição da População por Grupos Etários | Distribuição da População por Grupos Etários | Distribuição da População por Grupos Etários | Distribuição da População por Grupos Etários | Distribuição da População por Grupos Etários | Distribuição da População por Grupos Etários | Distribuição da População por Grupos Etários | Distribuição da População por Grupos Etários | Distribuição da População por Grupos Etários |
| -------------------------------------------- | -------------------------------------------- | -------------------------------------------- | -------------------------------------------- | -------------------------------------------- | -------------------------------------------- | -------------------------------------------- | -------------------------------------------- | -------------------------------------------- | -------------------------------------------- |
| Ano                                          | 0-14 Anos                                    | 15-24 Anos                                   | 25-64 Anos                                   | > 65 Anos                                    |                                              | 0-14 Anos                                    | 15-24 Anos                                   | 25-64 Anos                                   | > 65 Anos                                    |
| 2001                                         | 125                                          | 128                                          | 329                                          | 121                                          |                                              | 17,8%                                        | 18,2%                                        | 46,8%                                        | 17,2%                                        |
| 2011                                         | 99                                           | 78                                           | 345                                          | 149                                          |                                              | 14,8%                                        | 11,6%                                        | 51,4%                                        | 22,2%                                        |